# Groß-Rohrheim
Groß-Rohrheim é um município da Alemanha, situado no distrito de Bergstrasse, no estado de Hesse. Tem 19,56 km² de área, e sua população em 2019 foi estimada em 3.764 habitantes.